# Eucalyptus divaricata
Eucalyptus divaricata är en myrtenväxtart som beskrevs av Mcaulay och Brett. Eucalyptus divaricata ingår i släktet Eucalyptus och familjen myrtenväxter. Inga underarter finns listade i Catalogue of Life.